# Andreas Prell
Andreas Prell (* 23. Oktober 1820 in Hamburg; † 23. Oktober 1881 in Wiesbaden) war Kaufmann und Mitglied des Deutschen Reichstags.

## Leben
Nach dem Besuch einer Hamburger Privatschule wurde Prell Kaufmann und lebte von 1841 bis 1846 in England. 1846 ließ er sich in Elberfeld niederließ. Er war Beigeordneter der Stadt Elberfeld und Vorsitzender der städtischen Armenfürsorge.
Von 1877 bis 1878 war er Mitglied des Deutschen Reichstags für den Wahlkreis Regierungsbezirk Düsseldorf 2 (Elberfeld, Barmen) und die Nationalliberale Partei.